# Riserva naturale Poggio Rosso
La riserva naturale Poggio Rosso è un'area naturale protetta della regione Toscana istituita nel 1977.
Occupa una superficie di 19,25 ha nella provincia di Arezzo.